# Ankistrodon
 (décembre 2018).
Si vous disposez d'ouvrages ou d'articles de référence ou si vous connaissez des sites web de qualité traitant du thème abordé ici, merci de compléter l'article en donnant les références utiles à sa vérifiabilité et en les liant à la section « Notes et références ».
Ankistrodon indicus
Genre
Espèce
Ankistrodon est un  genre éteint d'animaux, découvert en Inde dans la formation de Planchet du Trias inférieur en 1865. Il a d'abord été supposé être un dinosaure ; il est maintenant considéré un archosaure proterosuchidé.
Une seule espèce est rattachée au genre : Ankistrodon indicus.